# 尕多乡
尕多乡，是中华人民共和国四川省阿坝藏族羌族自治州壤塘县下辖的一个乡镇级行政单位。

## 行政区划
尕多乡下辖以下地区：
尕多村、热不卡村、求塘村、昔郎村、曼木达村、切洛玛村和刑木达村。